# بیچاک‌چی‌لار (یوسف‌علی)
بیچاک‌چی‌لار (به ترکی استانبولی: Bıçakçılar) یک منطقهٔ مسکونی در ترکیه است که در یوسف‌علی واقع شده‌است. بیچاک‌چی‌لار ۶۱۲ نفر جمعیت دارد.